# Laurence Olivier
Laurence Kerr Olivier, Lord Olivier (22. května 1907, Dorking, Surrey – 11. července 1989, Steyning, Západní Sussex) byl britský režisér, herec, dramatik a divadelní manažer. Jednalo se o jednoho z nejvýraznějších a nejznámějších britských divadelníků 20. století, jenž celosvětově proslul zejména coby výrazný představitel hlavních rolí z divadelních her britského národního klasika Williama Shakespeara i jejich filmových adaptací. V roce 1947 mu byl udělen rytířský titul a v roce 1970 se stal baronem. V roce 1979 obdržel cenu Americké filmové akademie Oscara za celoživotní dílo.

## Život

### Mládí a začátek kariéry (1907–1933)

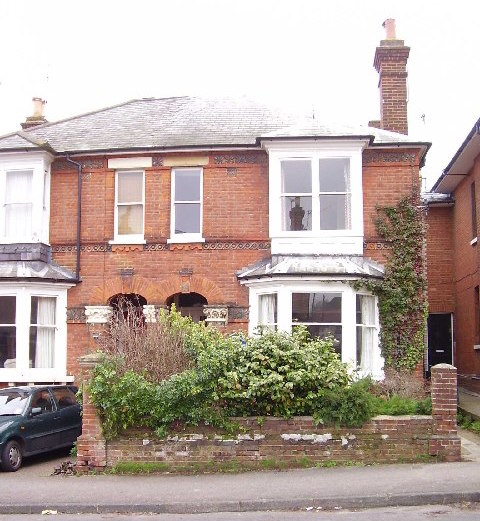
Olivierův rodný dům v Dorkingu

Laurence Olivier se narodil 22. května 1907 v Dorkingu v hrabství Surrey jako nejmladší ze tří děti reverenda Gerarda Kerr Oliviera a jeho ženy Agnes Louise. Olivierové byli potomci gaskoňských hugenotů, kteří v roce 1688 emigrovali do Anglie a trvale používali francouzská jména. (Také Laurence Olivier odmítl později požadavek hollywoodské produkce změnit své jméno na Lawrence Oliver). Rodina žila v materiální tísni. Otec byl chladný a rezervovaný excentrik. Olivier miloval svou matku, která jej podporovala při jeho vystoupeních v proslulém chlapeckém sboru církevní školy All Saints v Londýně. V žákovských inscenacích Shakespearových her Julius Caesar, kde hrál v devíti letech roli Bruta a zejména ve Zkrocení zlé ženy v roli Kateřiny o tři roky později projevil svůj herecký talent. Matka zemřela v roce 1920, když začal studovat v Oxfordu na koleji svatého Eduarda. I zde s úspěchem vystupoval ve školním divadle, ale netoužil stát se profesionálním hercem. O tom rozhodl jeho otec, který jej poslal v roce 1924 do Ústřední školy kultury řeči a dramatického umění v Londýně, kde získal stipendium i finanční podporu. Po roce ze školy odešel jako jeden z nejlepších studentů s diplomem ke zlaté medaili za roli Shylocka v Kupci benátském.
Zpočátku žil velmi nuzně a neměl žádné stálé zaměstnání. Pracoval příležitostně jako herec vedlejších rolí, pomocný inspicient nebo asistent scény. Své první divadelní angažmá získal pro sezónu 1926–1927 ve známém Birminghamském repertoárovém divadle. Jako dvacetiletý zde hrál hlavní role mj. ve hře Strýček Váňa nebo Dobrý konec vše napraví. Od roku 1928 působil v Londýně, kde hrál se střídavými úspěchy v různých divadlech. Získal první krátké zahraniční angažmá na Broadway.
Dne 25. července 1930 se oženil s herečkou Jill Esmondovou. Z toho manželství se v roce 1936 narodil syn Simon Tarquin. V té době přijal z finančních důvodů dvě menší role ve filmu. Velký úspěch a zlom v jeho kariéře znamenala účast v komedii Noëla Cowarda Soukromé životy, kterou napsal pro otevření londýnského divadla Phoenix v září 1930. V letech 1931 až 1933 natočil v Hollywoodu i v Londýně několik filmů.

### Divadelní angažmá a film (1934–1940)
V letech 1934–35 se věnoval divadlu. Velký úspěch mělo zpracování Romea a Julie v režii Johna Gielguda, které dosáhlo 189 repríz. Ve hře se střídali s Johnem Gielgudem v rolích Romea a Mercucia. Olivierova interpretace hlavní postavy zpočátku vyvolávala rozporuplné reakce kritiky i publika. Diváky si postupně získal svým fyzickým, realistickým herectvím, kterému dával přednost před tradičním lyrickým přednesem textu.
V roce 1936 Laurence Olivier hrál Orlanda ve filmu podle Shakespearovy hry Jak se vám líbí. Příští rok se objevil v historickém filmu Oheň nad Anglií vedle Vivien Leighové, která se později stala jeho manželkou.

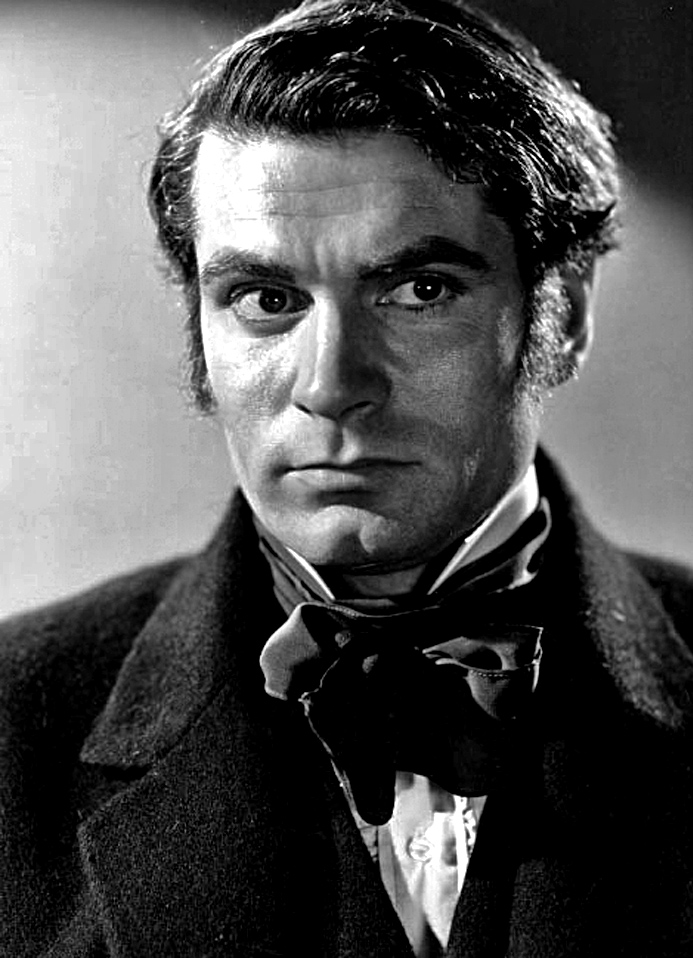
Olivier ve filmu Na větrné hůrce (1939)

Přijal nabídku angažmá v divadle Old Vic, v němž hlavní část repertoáru tvořily Shakespearovy hry. Jeho nástupní rolí v roce 1937 byl Hamlet a inscenace byla natolik úspěšná, že Old Vic dostalo nabídku uvést hru přímo v autentickém prostředí na hradě Kronborg v dánském Helsiingoru. Na přání Laurence Oliviera v roli Ofélie vystoupila Vivien Leighová. Další hra Macbeth znamenala pro Old Vic komerční ztrátu, protože diváci nepochopili Olivierovo pojetí hlavní postavy. Podobně tomu bylo v tragédii Othello, kde hrál Jaga. Úspěch mu přinesla až hlavní role v dramatu Coriolanus v roce 1938.
Odjel do Hollywoodu a roku 1939 se objevil v roli Heathcliffa ve filmu Větrné výšiny (Na větrné hůrce) podle románu Emily Bronteové. Film měl úspěch a Olivierovi přinesl nominaci Akademie na cenu pro nejlepšího herce. Alfred Hitchcock jej obsadil do svého filmu Mrtvá a živá (Rebecca). V roce 1940 hrál Olivier pana Darcyho ve filmu Pýcha a předsudek.
V srpnu 1940 Olivier a Leighová uzavřeli manželství v Santa Barbaře. Spolu hráli v extravagantní, ale nepříliš úspěšné divadelní adaptaci Romea a Julie na Brodaway. Tento projekt pro ně znamenal značnou finanční ztrátu, protože se oba podíleli na jeho produkci.

### Činnost během 2. světové války (1940–1944)
Po vypuknutí 2. světové války se Laurence Olivier chtěl podílet na obraně své vlasti. Absolvoval letecký výcvik, ale ze zdravotních důvodů (neslyšel na jedno ucho) se nesměl zúčastňovat bojových letů. V Anglii se zapojil do činnosti vojenského estrádního souboru, vystupoval v rozhlase a hrál v propagandistických filmech jako Paní Hamiltonová (s Vivien Leighovou), Poloviční ráj, 49. rovnoběžka.
V roce 1944 opustil armádu, protože přijal nabídku na natočení filmu Jindřich V. podle hry W. Shakespeara. Olivier se na filmu podílel jako režisér, producent i scenárista a současně hrál hlavní roli. Film se natáčel v neutrálním Irsku, kde byly příznivější podmínky pro jeho realizaci. Hodnocení kritiky bylo velmi příznivé a film získal tři nominace na Oscara: za nejlepší film, kameru a herce v hlavní roli. Olivier byl velmi zklamán, že nakonec žádnou z nominací neproměnil.

### Divadlo Old Vic (1944–1949)

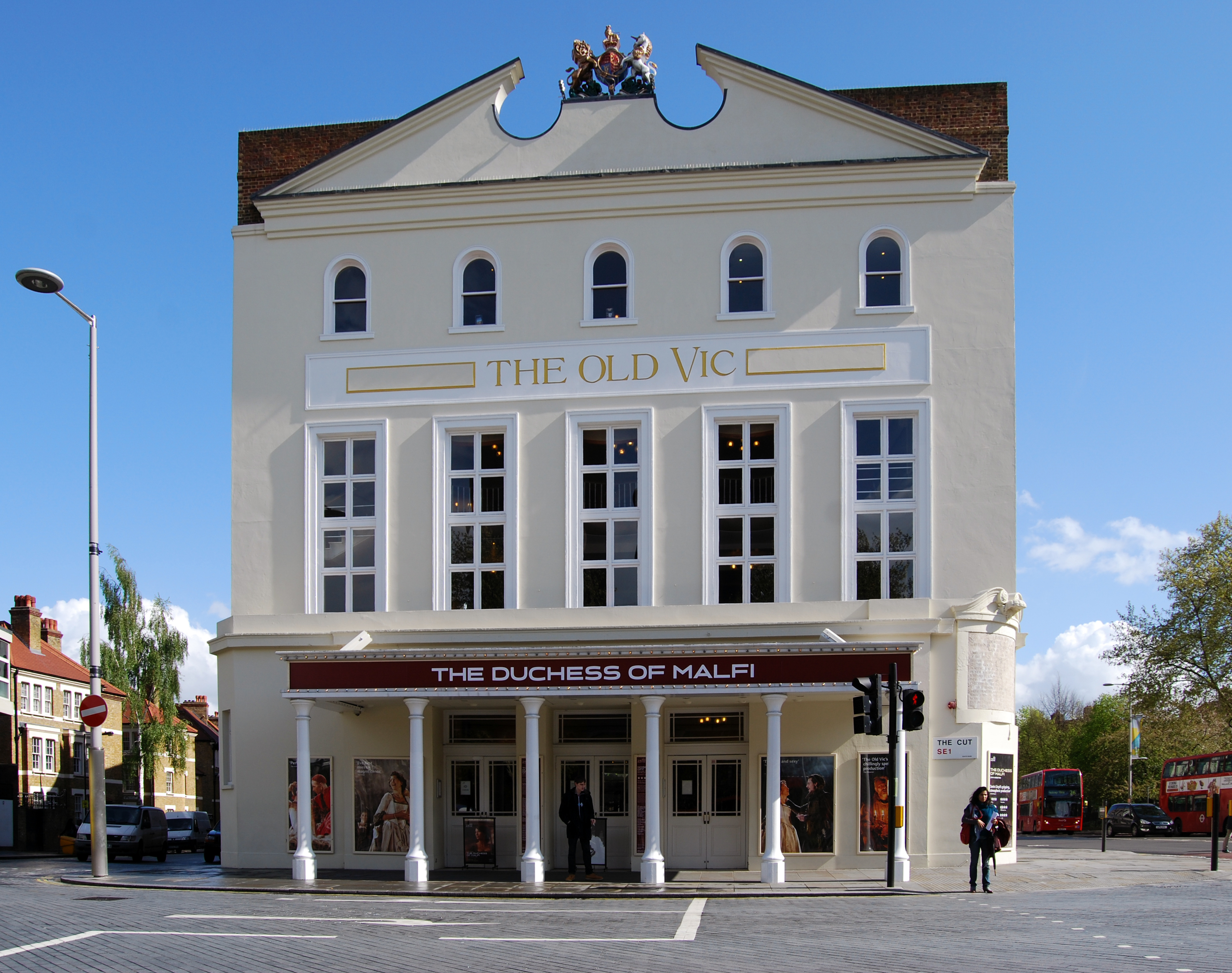
Divadlo Old Vic

V roce 1944 se projevila snaha obnovit soubor divadla Old Vic. Do vedení byla jmenována trojice Laurence Olivier, Tyrone Guthrie a Ralph Richardson. Pro Oliviera to znamenalo splnění jeho cíle: být nejen hercem, ale také režisérem a manažerem. V první sezóně mělo divadlo na programu 4 hry, mezi nimi Shakespearova Richarda III. Laurence Olivier v titulní roli dosáhl triumfální úspěch a jeho jevištní interpretace je dodnes považována za nepřekonatelnou. Ve druhé sezóně, v roce 1945, byl na programu Jindřich IV, Sofoklův Král Oidipus a satira Kritik od R.B.Sheridana. Po skončení sezóny hrál soubor šest týdnů Strýčka Váňu na Broadway. Sezóna 1946–7 byla poslední pod společným vedením. Olivier hrál Krále Leara, Richardson hlavní roli v Cyranovi de Bergerac. Soubor byl pokládán za nejlepší v Anglii, Olivier a Richardson byli střídavě vysoce hodnoceni za své výkony. Oba herci byli povýšeni do rytířského stavu. V roce 1948 během turné v Austrálii a Novém Zélandu se dozvěděli, že z důvodu reorganizace jsou z vedení Old Vic odvoláni. Po návratu do Anglie v roce 1949 Laurence Olivier ještě hrál poslední sezónu v Old Vic v několika hrách, mj. Richard III. a Antigona Jeana Anouilha.
Olivier v lednu 1947 začal točit jako režisér svůj druhý film Hamlet. Současně v něm hrál titulní roli. Film měl velký divácký i komerční úspěch. Získal mnoho mezinárodních ocenění. Stal se prvním neamerickým filmem, který získal cenu Americké akademie za nejlepší film a Olivier za herecký výkon v hlavní roli.

### Vlastní divadlo (1950–1960)

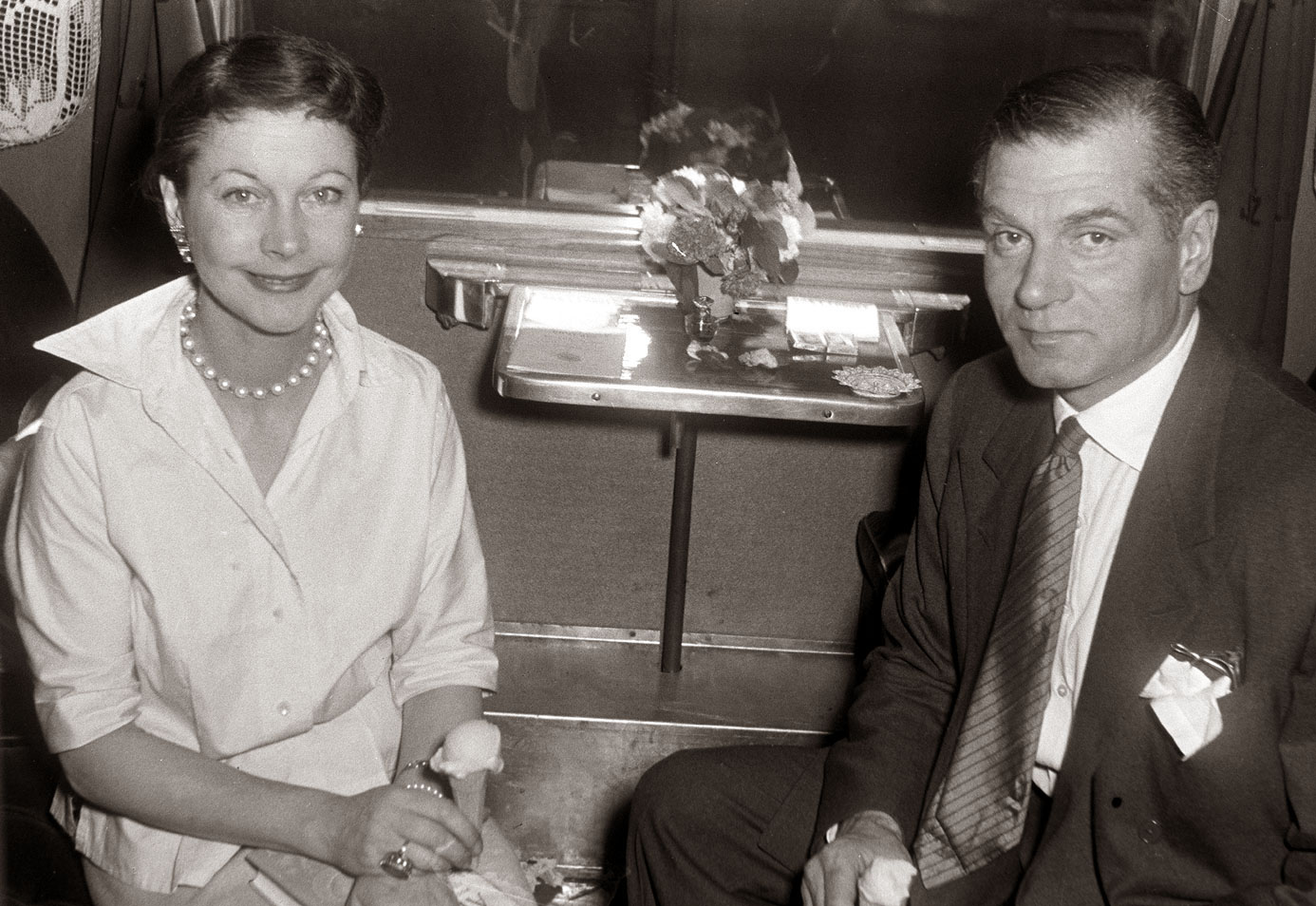
Vivien Leighová a Laurence Olivier v roce 1957

V roce 1950 si pronajal divadlo St. James, které řídil dalších osm let. Uvedl hru Tennessee Wiliamse Tramvaj do stanice touha s Vivien Leighovou v roli Blanche DuBois. Představení mělo velký komerční úspěch a v roce 1951 Leighová ztvárnila tuto postavu ve filmové verzi. Laurence Olivier ji doprovázel do Hollywoodu a objevil se ve filmu Carrie podle románu Theodora Dreisera. Za svůj výkon byl navržen na cenu BAFTA. V této době tvořili nejslavnější pár světa, ale u Vivien Leighové se začaly projevovat známky duševní nemoci a deprese. V září 1954 Olivier režíroval svůj třetí shakespearovský film Richard III. Film nebyl komerčně úspěšný, ale Olivier získal cenu BAFTA za herecký výkon a také nominaci na Oscara.
V roce 1955 Olivier a Leighová vystoupili s velkým úspěchem ve třech Shakespearových hrách na festivalu ve Stratfordu. Jejich manželství, narušované opakujícími se psychickými krizemi Leighové, postupně odumíralo. V roce 1956 se Olivier rozhodl natočit film Princ a tanečnice a k jeho realizaci přizval Marylin Monroe. V následujících letech se více věnoval divadelní práci. Přijal hlavní roli v nové hře dramatika Johna Osborna Komik, která znamenala určitý předěl v jeho divadelní kariéře. Účinkoval znovu ve Stratfordu a v New Yorku. V roce 1961 přijal funkci ředitele nového divadelního festivalu v Chichestru. Na zahajovací sezonu připravil dvě anglické hry ze 17. století, následoval Čechovův Strýček Váňa. Vytvořil hlavní roli ve dvou filmech: Komik a Spartakus. Na XII. MFF Karlovy Vary byl za roli komika vyznamenán cenou za mužský herecký výkon.
V roce 1960 se s Vivien Leighovou rozvedli a Olivier se vzápětí oženil s mladou herečkou Joan Plowrightovou. Měli spolu tři děti: syna Richarda (1961) a dcery Tamsin (1963) a Julie-Kate (1966).

### Národní divadlo a závěr života (1963–1989)

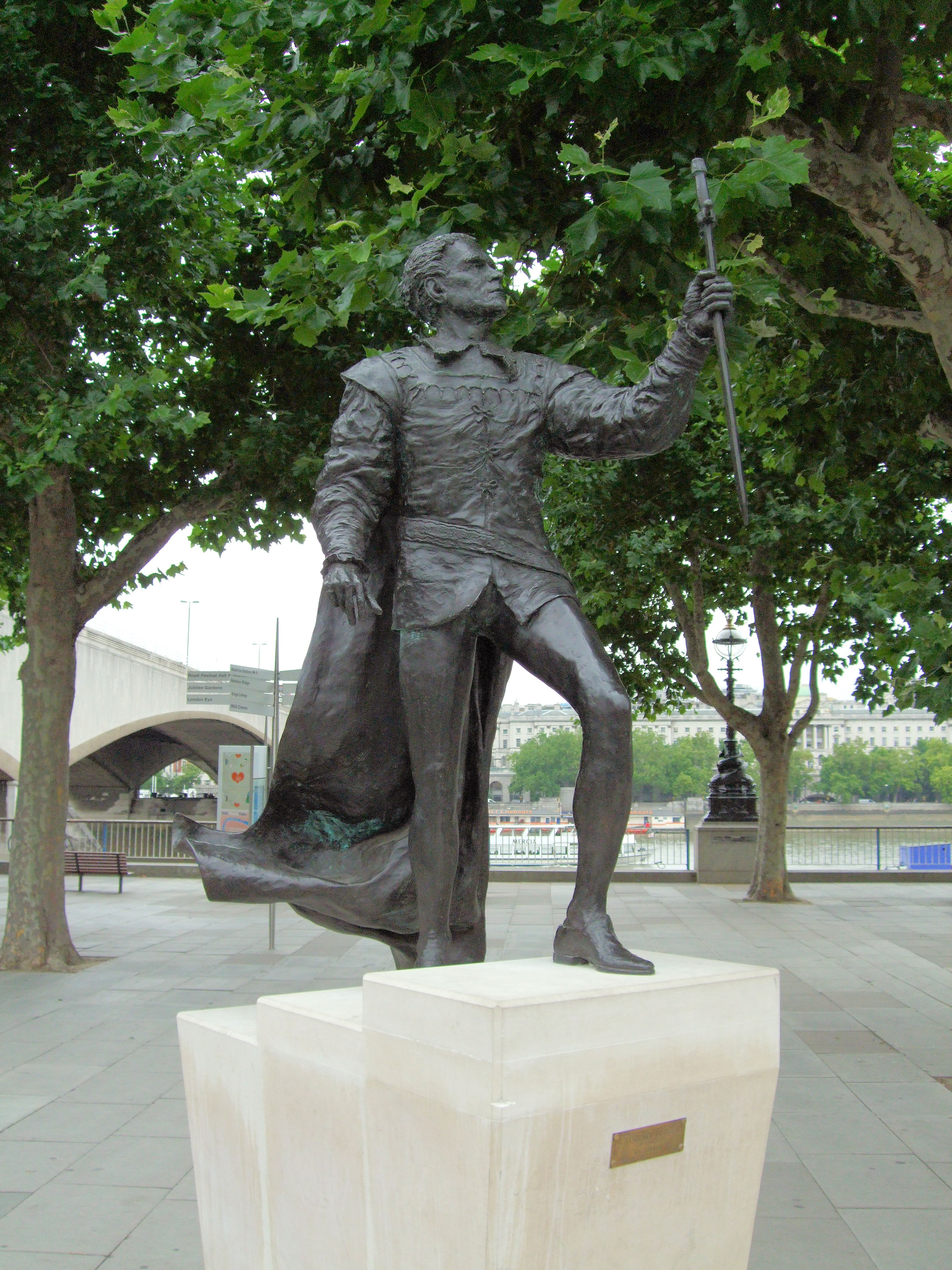
Socha Laurence Oliviera v roli Hamleta u Národního divadla v Londýně (South Bank)

V roce 1963 byl Laurence Olivier jmenován ředitelem nově ustaveného Národního divadla. Zahajovacím představením byl Hamlet. V režii Laurence Oliviera hlavní roli hrál Peter O'Toole. Během deseti let svého působení v Národním divadle hrál ve třiceti hrách a osm jich režíroval. V roce 1973 ze zdravotních důvodů musel odstoupit, zůstal však doživotním prezidentem této instituce. V roce 1970 mu byl za službu divadlu udělen titul baron Olivier z Brightonu.
Posledních patnáct let svého života Laurence Olivier bojoval s mnoha nemocemi a jeho zdravotní stav mu bránil v jevištní práci. Z finančních důvodů často přijímal role v průměrných filmech. Výjimkou byl v roce 1974 film J.Schlesingera Maratónec, za který byl nominován na Oscara za vedlejší roli a získal Zlatý glóbus. V polovině sedmdesátých let se začal věnovat televizní práci, např. četl komentář k 26 epizodám dokumentárního cyklu o 2. světové válce. V roce 1973 získal cenu Emmy za televizní adaptaci hry E. O Neilla Dlouhý den do noci, v roce 1975 tutéž cenu za hru Láska mezi ruinami. V roce 1978 byl nominován na Oscara za roli lovce nacistů ve filmu Hoši z Brazílie. Tuto cenu sice nezískal, ale byl oceněn Čestným Oscarem za celoživotní práci ve filmu.
V roce 1981 mu byl udělen britský řád Za zásluhy (Order of merit). Začátkem 80. let pokračoval v práci v televizi i ve filmu. V roce 1983 hrál v televizi svou poslední shakespearovskou roli krále Leara, za kterou získal svou pátou cenu Emmy. Naposledy se objevil v roce 1989 ve filmu Válečné rekviem.
Laurence Olivier zemřel 11. července 1989 na selhání ledvin ve svém domě blízko Steyningu v západním Sussexu ve věku 82 let. Jeho popel je uložen v koutě básníků ve Westminsterském opatství v Londýně.